# Mitók
Mitók (Mitocu Dragomirnei) település Romániában, Bukovinában, Suceava megyében.

## Fekvése
Suceava közelében, a DN 2-es útból észak felé kiágazó aszfaltúton 8 km-re elérhető település.

## Leírása
Mitók község leghíresebb nevezetessége a dragomirnai kolostor.
A fennmaradt hagyományok szerint Ștefan cel Mare minden év május első napján feleségével és egész udvarával együtt kivonult az itteni erdőben levő kristálytiszta forráshoz, melyet máig a Fejedelemasszony forrásának neveznek.
A kolostort 1609-ben Anastasie Crimca főpap alapította, aki gazdag moldvai kereskedő fia volt, aki vagyonát örökség által és fejedelmi adományozások révén tovább gyarapítva szerezte.
A kozák harcokban való vitézsége miatt Petru Șchiopul is nagy birtokot juttatott neki . A főpap 1602-ben Radóc püspöke, 1608-ban Moldva metropolitája volt.
A kolostor épületét vastag falak övezik, négy szögletes sarokbástyája van. Főkapujában a boltozott bejárót nehéz tölgyfakapuk zárták el a betolakodók elől, és fölötte torony emelkedett, melyet a harangozáson kívül védelmi és harci célokra is használtak.
A kolostort keretező védmű belső oldalán  a falak mellett szerzetesi cellákkal és a délnyugati részen az úgynevezett Barnovschi toronnyal, mely 1627-ben, Miron Barnovschi uralkodása idején alakult ki.
A kolostortemplom a 17. század elején emelt épület. Az udvar központi részén emelkedik, moldvai sajátosságok szerint építve.
A kolostor múzeumát a templom déli oldalával szemben, az egykori étterem pompás, gótikus jellegű épületében helyezték el, melyben a középső pillérre támaszkodik a két, bordázatosan kialakított csillagboltozat, és ülőfülkés ablakok tekintenek a kolostor udvarára.
A kiállítás anyagában többek között 17. századi evangélium és zsoltárszövegek, miniatúrák és néhány korábbi remekmű is megtalálható.
A remete templom (Biserica schitului din cimitirul) a temetőben épült fel 1602-ben Anastasie Crimca, Lupu és Simion Stroice kezdeményezésére, melyen a moldvai építészet újításai is fellelhetők.